# Ecnomina attunga
Ecnomina attunga là một loài Trichoptera trong họ Ecnomidae. Chúng phân bố ở miền Australasia.